# Hal McKusick
Hal McKusick (Medford (Massachusetts), 1 de junio de 1924 – 11 de abril de 2012) fue un saxofonista, clarinetista y flautista de jazz estadounidense, que trabajó con Boyd Raeburn de 1944 a 1945 y con Claude Thornhill de 1948 a 1949.

## Carrera
McKusick trabajo a principios de los 50 con Terry Gibbs y Don Elliott. Grabó álbumes como líder de banda como Triple Exposure (Prestige, 1957). Al mismo tiempo, hizo numerosas grabaciones con grupos liderados por George Russell.
En 1958, Hal McKusick lideró un pequeño grupo con Bill Evans con los que grabó Cross Section - Saxes que incluye colaboraciones de Art Farmer, Paul Chambers, Connie Kay y Barry Galbraith. Para este álbum, McKusick supervisó los arreglos de George Handy, Jimmy Giuffre, George Russell and Ernie Wilkins. También hizo sesiones con Lee Konitz y John Coltrane. En 1960, protagonizó la obra de un solo acto de Edward Albee The Sandbox]. En sus últimos años, dio clases en la Ross School de East Hampton (Nueva York).
El 11 de abril de 2012, McKusick murió de causas naturales a los 87 años.

## Discografía

### Como líder de banda
- East Coast Jazz Series No. 8 (Bethlehem, 1955)
- In a Twentieth-Century Drawing Room (RCA Victor, 1956)
- Hal McKusick Quintet Featuring Art Farmer (Coral, 1957)
- Jazz at the Academy (Coral, 1957)
- The Jazz Workshop (RCA Victor, 1957)
- Triple Exposure (Prestige, 1957)
- Cross Section Saxes (Decca, 1958)
- Sax Duets (Music Minus One, 1977)
- 17 Jazz Duets for Two Flutes (Music Minus One, 1977)
- Hal McKusick Plays/Betty St. Claire Sings (Fresh Sound, 1989)

### Como hombre de orquesta
Con Don Elliott
- Don Elliott Sings (Bethlehem, 1955)
- Mellophone (Bethlehem, 1955)
- The Mello Sound (Decca, 1958)
- Music for the Sensational Sixties (Design, 1958)
- Love Is a Necessary Evil (Columbia, 1962)

Con Elliot Lawrence
- Plays Gerry Mulligan Arrangements (Fantasy, 1956)
- Plays Tiny Kahn and Johnny Mandel Arrangements (Fantasy, 1956)
- Swinging at the Steel Pier (Vogue, 1956)
- Big Band Modern (Jazztone, 1957)

Con George Russell
- The Jazz Workshop (RCA Victor, 1957)
- New York, N.Y. (Decca, 1959)
- Jazz in the Space Age (Decca, 1960)

Con otros
- Manny Albam, The Drum Suite (RCA Victor, 1956)
- Manny Albam, The Jazz Workshop (RCA Victor, 1956)
- Ralph Burns, Ralph Burns Among the JATPs (Norgran, 1955)
- Kenny Burrell, Earthy (Prestige, 1957)
- Al Cohn, Mr. Music (RCA Victor, 1955)
- Bob Dorough, I'll Never Fall in Love Again (Music Minus One, 1970)
- Bob Dorough, A Taste of Honey (Music Minus One, 1972)
- Erroll Garner, Play It Again, Erroll! (Columbia, 1975)
- Terry Gibbs, Swingin' with Terry Gibbs and His Orchestra (EmArcy, 1956)
- Terry Gibbs, Vibes On Velvet (EmArcy/Mercury, 1956)
- Benny Golson, Take a Number from 1 to 10 (Argo, 1961)
- Urbie Green, All About Urbie Green and His Big Band (ABC-Paramount, 1955)
- Urbie Green, The Persuasive Trombone of Urbie Green (Command, 1960)
- Bill Harris, Bill Harris Herd (Norgran, 1956)
- Coleman Hawkins, The Hawk in Hi-Fi (RCA Victor, 1956)
- Milt Hinton, Basses Loaded! (RCA Victor, 1955)
- Andre Hodeir, American Jazzmen Play Andre Hodeir's Essais (Savoy, 1957)
- Osie Johnson, A Bit of the Blues (RCA Victor, 1956)
- Teddi King, Bidin' My Time (RCA Victor, 1956)
- Lee Konitz, Lee Konitz Meets Jimmy Giuffre (Verve, 1959)
- Gene Krupa, Drummer Man  (Verve, 1956)
- Gil Melle, Gil's Guests (Prestige, 1956)
- Helen Merrill, The Artistry of Helen Merrill (Mainstream, 1965)
- Jackie Paris, The Song Is Paris (Impulse!, 1962)
- Charlie Parker, The Magnificent Charlie Parker (Clef, 1955)
- Charlie Parker, Jazz Perennial (Verve, 1961)
- Tony Perkins, On a Rainy Afternoon (RCA Victor, 1958)
- Nat Pierce, Kansas City Memories (Coral, 1957)
- Boyd Raeburn, Boyd Meets Stravinski (Savoy, 1955)
- Alvino Rey, Uncollected 1946 (Hindsight, 1978)
- Bobby Scott, Bobby Scott Plays the Music of Leonard Bernstein (Verve, 1959)
- Jack Six, Bacharach Revisited (Music Minus One, 1969)
- Gunther Schuller, Modern Jazz Concert (Columbia, 1958)
- Tommy Shepard, Shepard's Flock (Coral, 1957)
- Dinah Washington, The Swingin' Miss "D" (EmArcy, 1957)
- Dinah Washington, Dinah Washington Sings Fats Waller (Mercury, 1959)
- Phil Woods, Bird Feathers (Prestige, 1957)
- Bob Wilber, Acapulco Princess (Music Minus One, 1972)
- Bob Wilber, No More Blues (MMO Studios, 1972)